# 滋賀県の県道一覧
滋賀県の県道一覧（しがけんのけんどういちらん）は、滋賀県を通る県道の一覧である。

## 概要
現行県道番号は一般県道は1958年（昭和33年）7月26日に導入、主要地方道は1990年（平成2年）9月17日に導入された。主要地方道に関しては1990年当時の近畿では珍しく隣接府県越境路線の番号統一を条件とした。また、同一県内の国道番号との重複（300番台以降を除く）を避けるように設定された。第6次主要地方道指定に伴い1994年（平成6年）4月1日に一般県道も越境路線の番号統一が行われた。

## 統計
2012年4月1日現在
| 項目                     | 主要地方道 | 一般県道  | 計        |
| ------------------------ | ---------- | --------- | --------- |
| 総延長（km）             | 715.203    | 1,276.827 | 1,992.030 |
| 実延長（km）             | 645.819    | 1,193.454 | 1,839.273 |
| うち自動車通行不能（km） | 9.212      | 19.448    | 28.660    |
| 舗装道延長（km）         | 631.719    | 1,162.817 | 1,794.536 |
| 橋梁数                   | 926        | 1,377     | 2,303     |
| 橋梁延長（km）           | 18.045     | 24.795    | 42.840    |
| トンネル数               | 6          | 18        | 24        |
| トンネル延長（km）       | 2.485      | 3.336     | 5.821     |
| 鉄道交差数               | 45         | 98        | 143       |
| 立体横断施設数           | 23         | 19        | 42        |

## 主要地方道

### 1 - 57
- 1 （一般国道1号との混同を避けるため欠番）
- 2 大津能登川長浜線
- 3 大津南郷宇治線
- 4 草津伊賀線
- 5 木津信楽線
- 6 彦根停車場線
- 7 大津停車場線
- 8 （一般国道8号との混同を避けるため欠番）
- 9 大河原北土山線[2]
- 10 長浜停車場線
- 11 守山栗東線[3]
- 12 栗東信楽線
- 13 彦根八日市甲西線
- 14 近江八幡竜王線[4]
- 15 （欠番）[5]
- 16 大津信楽線
- 17 多賀醒井線
- 18 大津草津線
- 19 山東一色線
- 20 愛知川彦根線[6]
- 21 （一般国道21号との混同を避けるため欠番）
- 22 竜王石部線
- 23 小浜朽木高島線
- 24 甲賀土山線
- 25 彦根近江八幡線
- 26 大津守山近江八幡線
- 27 野洲甲西線
- 28 湖東愛知川線
- 29 瀬田大石東線
- 30 下鴨大津線
- 31 栗東志那中線
- 32 野洲中主線
- 33 西浅井余呉線
- 34 多賀永源寺線
- 35 大津淀線
- 36 大津宇治線
- 37 中山東上坂線
- 38 太田安井川線
- 39 （欠番）
- 40 山東本巣線
- 41 土山蒲生近江八幡線
- 42 草津守山線
- 43 平野草津線
- 44 木之本長浜線
- 45 石原八日市線
- 46 八日市蒲生線
- 47 伊香立浜大津線
- 48 近江八幡守山線
- 49 甲南阿山伊賀線
- 50 伊賀信楽線
- 51 東湯舟甲賀線
- 52 栗見八日市線
- 53 牧甲西線
- 54 海津今津線
- 55 上砥山上鈎線
- 56 大津インター線
- 57 瀬田西インター線

### 300番台時代の旧主要地方道番号
滋賀県の主要地方道は1990年9月17日の番号再編まで312 - 364号が割り当てられていた。312 - 319号は一般県道と番号が重複していた。県内の主要地方道すべてで3桁の番号を割り当てていたのは他に新潟県（1994年4月1日まで800番台だった）がある。
- 312 岐阜揖斐木之本線（1972年廃止）
- 313 長浜関ヶ原線（1966年廃止）
- 314 小浜今津線（1972年廃止）
- 315 大津上野線（1983年廃止）
- 316 大津能登川長浜線
- 317 彦根桑名線（1972年廃止）
- 318 彦根津線（1972年廃止）
- 319 近江八幡員弁線（1983年廃止）
- 320 木之本今津線（1972年廃止）
- 321 枚方水口線（1972年廃止）
- 322 宇治瀬田線→大津南郷宇治線
- 323 京都朽木今津線（1979年廃止）
- 324 彦根水口線（1966年廃止）
- 325 近江八幡水口線（1972年廃止）
- 326 水口木津線（1972年廃止）
- 327 武生木之本線（1979年廃止）
- 328 大津淀線
- 329 大津宇治線
- 330 彦根停車場線
- 331 草津柘植線→草津伊賀線
- 332 長浜停車場線
- 333 大津停車場線
- 334 木之本関ヶ原線（1979年廃止）
- 335 彦根八日市水口線（1972年廃止）
- 336 彦根近江八幡瀬田線
- 337 栗東大津線
- 338 四日市土山線
- 339 栗東信楽線
- 340 彦根八日市甲西線
- 341 近江八幡土山線
- 342 真野途中線
- 343 下鴨大津線
- 344 木津信楽線
- 345 大津信楽線
- 346 小浜朽木高島線
- 347 多賀醒ヶ井線
- 348 堅田途中線
- 349 大津草津線
- 350 山東一色線
- 351 竜王石部線
- 352 土山甲南線
- 353 彦根近江八幡線
- 354 大津守山近江八幡線
- 355 野洲甲西線

## 一般県道

### 101 - 200
- 101 （欠番）[7]
- 102 大津湖岸線
- 103 大津停車場本宮線
- 104 石山停車場線
- 105 （欠番）[8]
- 106 千町石山寺辺線
- 107 （欠番）[9]
- 108 南郷桐生草津線
- 109 不動寺本堂線
- 110 - 112 （欠番）[10][11][12]
- 113 石部草津線
- 114 - 115 （欠番）[13]
- 116 六地蔵草津線
- 117 川辺御園線
- 118 石部停車場線
- 119 長寿寺本堂線
- 120 （欠番）[14]
- 121 貴生川北脇線
- 122 貴生川停車場線
- 123 水口甲南線
- 124 甲南停車場線
- 125 （欠番）[15]
- 126 相模水口線
- 127 小佐治甲南線
- 128 杉谷嶬峨線[16]
- 129 南土山甲賀線
- 130 岩室神線
- 131 神上野線
- 132 甲南阿山線[17]
- 133 伊賀甲南線
- 134 上馬杉野尻線[18]
- 135 上馬杉上野線
- 136 雲井停車場線
- 137 信楽停車場線
- 138 信楽上野線
- 139 上石津多賀線[19]
- 140 敦賀柳ヶ瀬線[20]
- 141 山田草津線
- 142 草津停車場線
- 143 下笠大路井線
- 144 （欠番）[21]
- 145 片岡栗東線
- 146 欲賀守山甲線
- 147 赤野井守山線[22]
- 148 - 149 （欠番）[23][24]
- 150 野洲停車場線
- 151 守山中主線
- 152 （欠番）[25]
- 153 幸津川服部線
- 154 （欠番）[26]
- 155 木部野洲線
- 156 守山停車場線
- 157 高野守山線
- 158 安養寺入町線[27]
- 159 - 163 （欠番）[28][29][30][31][32]
- 164 水口竜王線
- 165 春日竜王線
- 166 小口川守線
- 167 （欠番）[33]
- 168 下羽田市辺線
- 169 （欠番）[34]
- 170 高木八日市線
- 171 - 174 （欠番）[35][36][37][38]
- 175 朝日野停車場線
- 176 桜川西竜王線
- 177 （欠番）[39]
- 178 泉日野線
- 179 山松尾線
- 180 増田水口線
- 181 （欠番）[40]
- 182 西明寺水口線
- 183 日野徳原線[41]
- 184 - 186 （欠番）[42][43][44]
- 187 黒川山中線
- 188 相谷原杣線[45]
- 189 甲津畑山上線
- 190 - 191 （欠番）[46][47]
- 192 福堂今線
- 193 新海上稲葉線
- 194 柳川能登川線
- 195 （欠番）[48]
- 196 三津屋野口線
- 197 八坂高宮線
- 198 安土停車場桑実寺本堂線
- 199 下豊浦鷹飼線
- 200 （欠番）[49]

### 201 - 300
- 201 安土西生来線
- 202 佐生五個荘線
- 203 佐生今線
- 204 稲枝沢線
- 205 賀田山安食西線[50]
- 206 神郷彦根線[51]
- 207 橋向東沼波線
- 208 小脇西生来線
- 209 八日市五個荘線
- 210 五個荘停車場線
- 211 八日市停車場線[52]
- 212 （欠番）[53]
- 213 湖東彦根線[54]
- 214 愛知川停車場線
- 215 （欠番）[55]
- 216 雨降野今在家八日市線
- 217 外八日市線
- 218 横溝秦荘線
- 219 豊郷停車場線
- 220 松尾寺豊郷線
- 221 目加田湖東線
- 222 北落豊郷線
- 223 高宮停車場線
- 224 多賀高宮線
- 225 （欠番）[56]
- 226 佐目敏満寺線
- 227 敏満寺野口線
- 228 （欠番）[57]
- 229 百済寺甲上岸本線
- 230 - 232 （欠番）[58]
- 233 米原停車場線
- 234 朝妻筑摩近江線
- 235 世継宇賀野線
- 236 長浜港線
- 237 - 238 （欠番）[59][60]
- 239 水谷彦根線
- 240 樋口岩脇線
- 241 （欠番）[61]
- 242 加田田村線
- 243 東上坂近江線
- 244 大野木志賀谷長浜線
- 245 （欠番）[62]
- 246 大鹿寺倉線
- 247 能登瀬岩脇線
- 248 天満一色線
- 249 柏原停車場線
- 250 （欠番）[63]
- 251 祇園八幡中山線
- 252 南浜山本高月線
- 253 （欠番）[64]
- 254 川道唐国線
- 255 早崎湖北線
- 256 香花寺曽根線
- 257 （欠番）[65]
- 258 速水片山線[66]
- 259 西阿閉東物部線
- 260 （欠番）[67]
- 261 磯野木之本線[68]
- 262 （欠番）[69]
- 263 丁野虎姫長浜線[70]
- 264 高山長浜線
- 265 郷野湖北線
- 266 - 267 （欠番）[71][72]
- 268 伊吹山上野線
- 269 - 270 （欠番）[73]
- 271 佐野長浜線[74]
- 272 国友曽根線
- 273 東野虎姫線
- 274 虎姫停車場線
- 275 三川月ヶ瀬線
- 276 小室大路線
- 277 谷口高畑線
- 278 上山田八日市線
- 279 落川高月線
- 280 井口高月線
- 281 川合千田線
- 282 （欠番）[75]
- 283 中之郷停車場線
- 284 杉本余呉線
- 285 中河内木之本線
- 286 大浦沓掛線
- 287 小荒路牧野沢線
- 288 - 290 （欠番）[76][77][78]
- 291 今津停車場線
- 292 （欠番）[79]
- 293 中野新旭線
- 294 五番領安井川線
- 295 市場野田鴨線
- 296 畑勝野線
- 297 安曇川高島線
- 298 常磐木音羽線
- 299 （欠番）[80]
- 300 高島停車場線

### 301 - 345
- 301 藁園熊野本線
- 302 （欠番）[81]
- 303 北船木北畑線
- 304 北船木勝野線
- 305 南船木西万木線
- 306 四津川鴨線
- 307 北小松大物線[82]
- 308 - 310 （欠番）[83][84][85]
- 311 途中志賀線
- 312 （欠番）[86]
- 313 仰木本堅田線
- 314 （欠番）[87]
- 315 仰木雄琴線
- 316 比叡山線
- 317 - 318 （欠番）[88][89]
- 319 竹生島線
- 320 （欠番）
- 321 荒川蓬莱線
- 322 比良山線
- 323 今浜水保線
- 324 希望が丘文化公園北線
- 325 希望が丘文化公園南線
- 326 大房東横関線
- 327 湖東八日市線
- 328 五個荘八日市線
- 329 彦根米原線
- 330 甲良多賀線
- 331 湖北長浜線
- 332 木之本高月線
- 333 安曇川今津線
- 334 多羅尾神山線
- 335 今津マキノ線
- 336 塩津浜飯浦線
- 337 柑子塩野線
- 338 - 339 （欠番）
- 340 甲賀土山インター線
- 341 信楽インター線
- 342 草津田上インター線
- 343 甲南インター線
- 344 湖東三山インター線
- 345 志賀インター線

### 501 - 560
- 501 安養寺虎姫線[90]
- 502 近江八幡停車場線
- 503 （欠番）[91]
- 504 小島野洲線
- 505 - 506 （欠番）[92][93]
- 507 鮎河猪鼻線
- 508 中里山上日野線
- 509 間田長浜線
- 510 伊部近江線
- 511 栗見新田安土線
- 512 葛籠尾崎塩津線
- 513 葛籠尾崎大浦線
- 514 飯浦大音線
- 515 - 516 （欠番）[94]
- 517 彦根港彦根停車場線
- 518 彦根城線
- 519 菖蒲線
- 520 - 521 （欠番）[95][96]
- 522 田代上朝宮線
- 523 （欠番）[97]
- 524 桜川西中在寺線
- 525 西明寺安部居線
- 526 伊庭円山線
- 527 （欠番）[98]
- 528 彦根環状線
- 529 小田苅愛知川線
- 530 （欠番）
- 531 藤川春照線
- 532 余呉湖線
- 533 白谷野口線
- 534 藺生日置前線
- 535 泉水口線
- 536 （欠番）[99]
- 537 山名坂線
- 538 和野嶬峨線
- 539 岩室北土山線
- 540 下駒月水口線
- 541 綾戸東川線
- 542 安食西八目線
- 543 高宮北落線
- 544 大堀多賀線
- 545 延勝寺速水線
- 546 野瀬下山田線
- 547 西柳野高月線
- 548 （欠番）[100]
- 549 大野名坂線
- 550 （欠番）[101]
- 551 山東伊吹線
- 552 （欠番）
- 553 今簗瀬線
- 554 - 555 （欠番）[102]
- 556 長浜近江線
- 557 西浅井マキノ線
- 558 高島大津線[103]
- 559 近江八幡大津線
- 560 米原栗東線 - 2025年（令和7年）4月1日認定[104]

### 600 - 601（自転車道）
- 600 近江八幡安土能登川自転車道線
- 601 守山大津志賀自転車道線

### 775（三重県越境路線）
- 775 甲賀阿山線

### 781 - 783（京都府越境路線）
- 781 麻生古屋梅ノ木線 [105]
- 782 醍醐大津線 [105]
- 783 宇治田原大石東線 [105]